# Belvedere (Montevideo)
Belvedere – barrio (sąsiedztwo lub dzielnica) miasta Montevideo, stolicy Urugwaju. Znajduje się na północ od centrum.
Graniczy z Nuevo París na północnym zachodzie, Sayago na północnym wschodzie, Paso de las Duranas na wschodzie, Prado na południowym wschoidzie oraz La Teja i Tres Ombúes - Pueblo Victoria na południu. Przecina go Avenida General Eugenio Garzón.

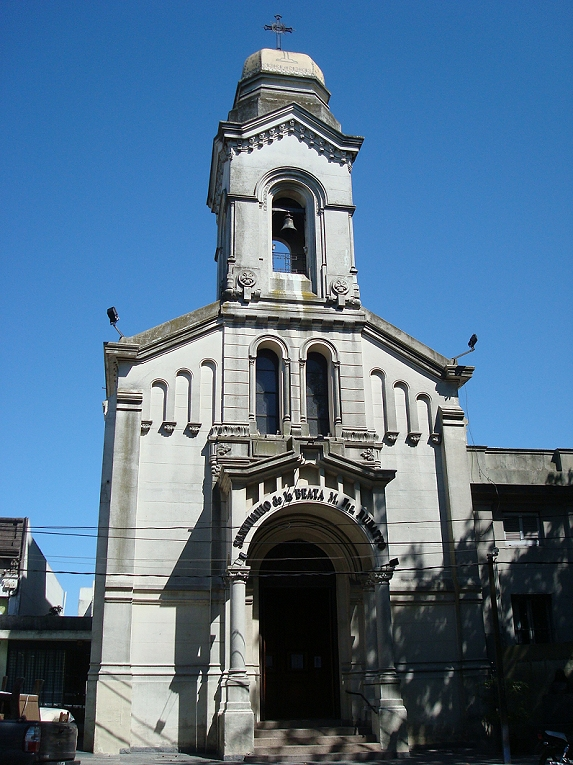
Sanktuarium Beaty M. Franceski Rubatto
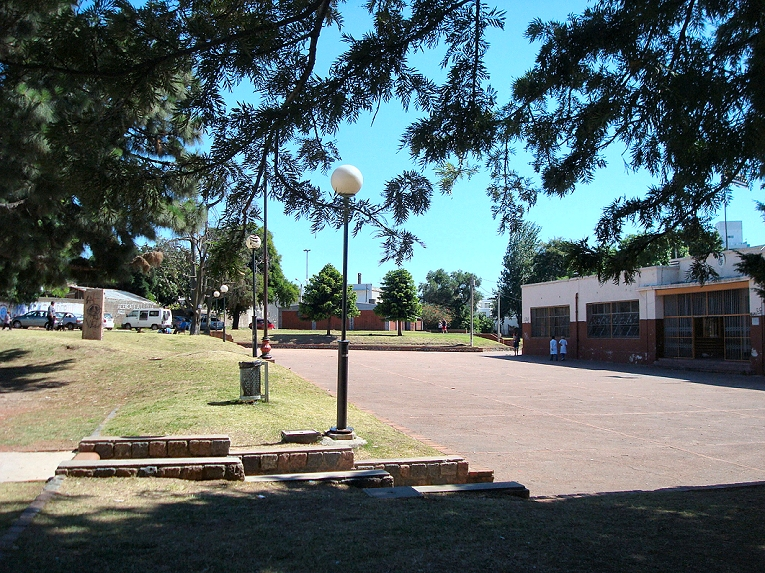
Park Bellán